# 83600 Yuchunshun
83600 Yuchunshun è un asteroide della fascia principale. Scoperto nel 2001, presenta un'orbita caratterizzata da un semiasse maggiore pari a 2,9865063 UA e da un'eccentricità di 0,1462166, inclinata di 0,40540° rispetto all'eclittica.